# 左至右符號
左至右符號（Left-to-right mark, LRM）是一種控制字符，或者說是不可見的排版符號。用于計算機的雙向文稿排版中。雙向文稿是指包含左至右的文字（如：英文或天城文），及右至左的文字（如：阿拉伯文或希伯來文）。

## 統一碼
左至右符號的統一碼字符是U+200E，亦可在HTML中表現為&lrm; &#x200E;或者&#8206;, UTF-8中則是E2 80 8E。其用法則描述於統一碼的雙向演算法。

## 外部連結
- Unicode standard annex雙向算法 （页面存档备份，存于）
- Unicode字符 (U+200E) （页面存档备份，存于）